# Edathala
Edathala é uma vila no distrito de Ernakulam, no estado indiano de Kerala.

## Demografia
Segundo o censo de 2001, Edathala tinha uma população de 67 137 habitantes. Os indivíduos do sexo masculino constituem 50% da população e os do sexo feminino 50%. Edathala tem uma taxa de literacia de 80%, superior à média nacional de 59,5%: a literacia no sexo masculino é de 83% e no sexo feminino é de 77%. Em Edathala, 11% da população está abaixo dos 6 anos de idade.